# Жеведський заказник
Же́ведський зака́зник — гідрологічний заказник місцевого значення в Україні. Розташований у межах Чернігівського району Чернігівської області, в районі сіл Жеведь, Смолин. 
Площа 236 га. Статус дано згідно з рішенням Чернігівського облвиконкому від 24.12.1979 року № 561; від 27.12.1984 року № 454; від 28.08.1989 року № 164. Перебуває у віданні: Смолинська, Жеведська сільські ради. 
Статус дано для збереження водно-болотного природного комплексу в долині річки Жеведь (права притока Десни).